# Bühl (Pfedelbach)
Bühl war lange Zeit ein Teilort von Untersteinbach und gehört seit dem 1. Januar 1972 zur Gemeinde Pfedelbach im Hohenlohekreis.

## Geografische Lage
Bühl liegt südlich von Untersteinbach im Ohrntal an der Landesstraße L 1049. An der L 1049 bildet die Ohrn die Grenze zwischen Bühl und Untersteinbach.

## Geschichte
Der Ort taucht erstmals als Zum Bühel in einer Steuerliste aus dem Jahr 1410 auf, dem Gültbuch der Grafschaft Hohenlohe. Dort ist auch die Mühle des Ortes verzeichnet. Damals hieß sie Renkenmühle, später lebten die Vorfahren des amerikanischen Golfkriegs-Generals Norman Schwarzkopf, Jr. hier, heute ist sie im Besitz der Familie Barth. Das mit Wasserkraft angetriebene Mahlwerk funktioniert noch immer. Auf der Homann’schen Karte der Grafschaft Hohenlohe von 1748 wird die Ortschaft Zum Buhl genannt.

## Sport
- Die 2010 eingeweihte Sporthalle im Steinbacher Tal steht im Bühl.
- Kneipp-Anlage

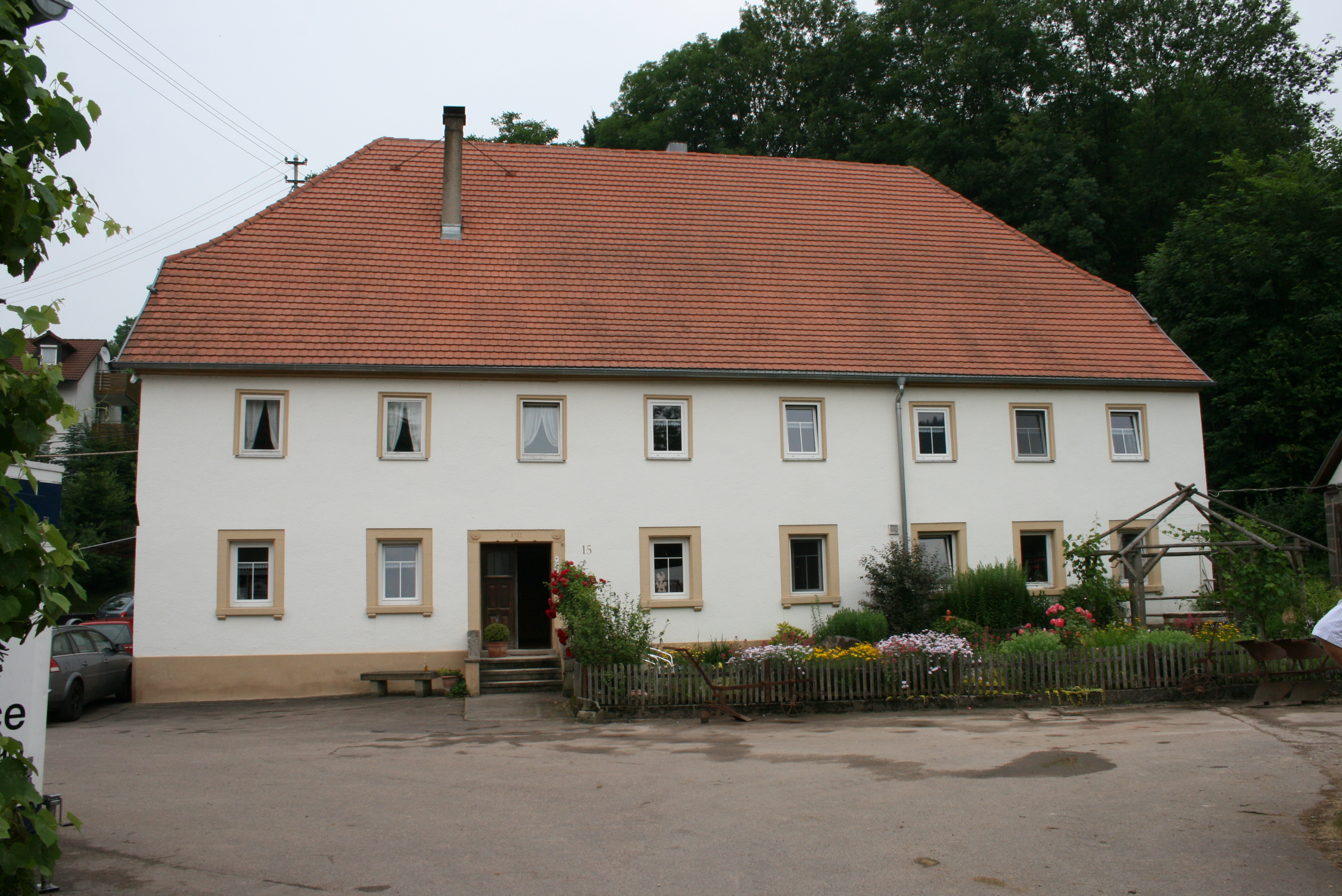
Die Barth’sche Mühle in Bühl. Wohnsitz der Vorfahren von General Schwarzkopf
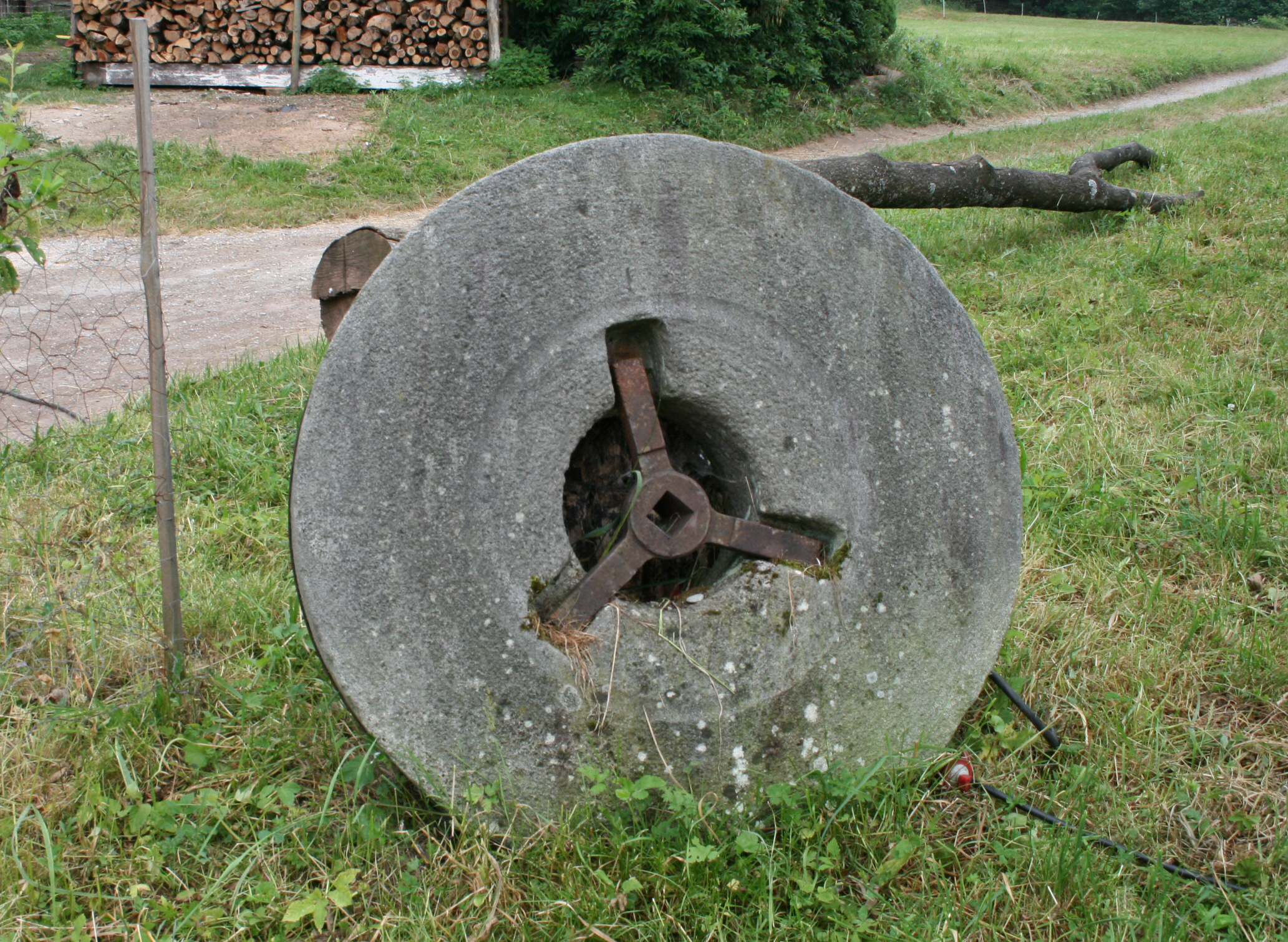
Alter Mühlstein an der Barth´schen Mühle
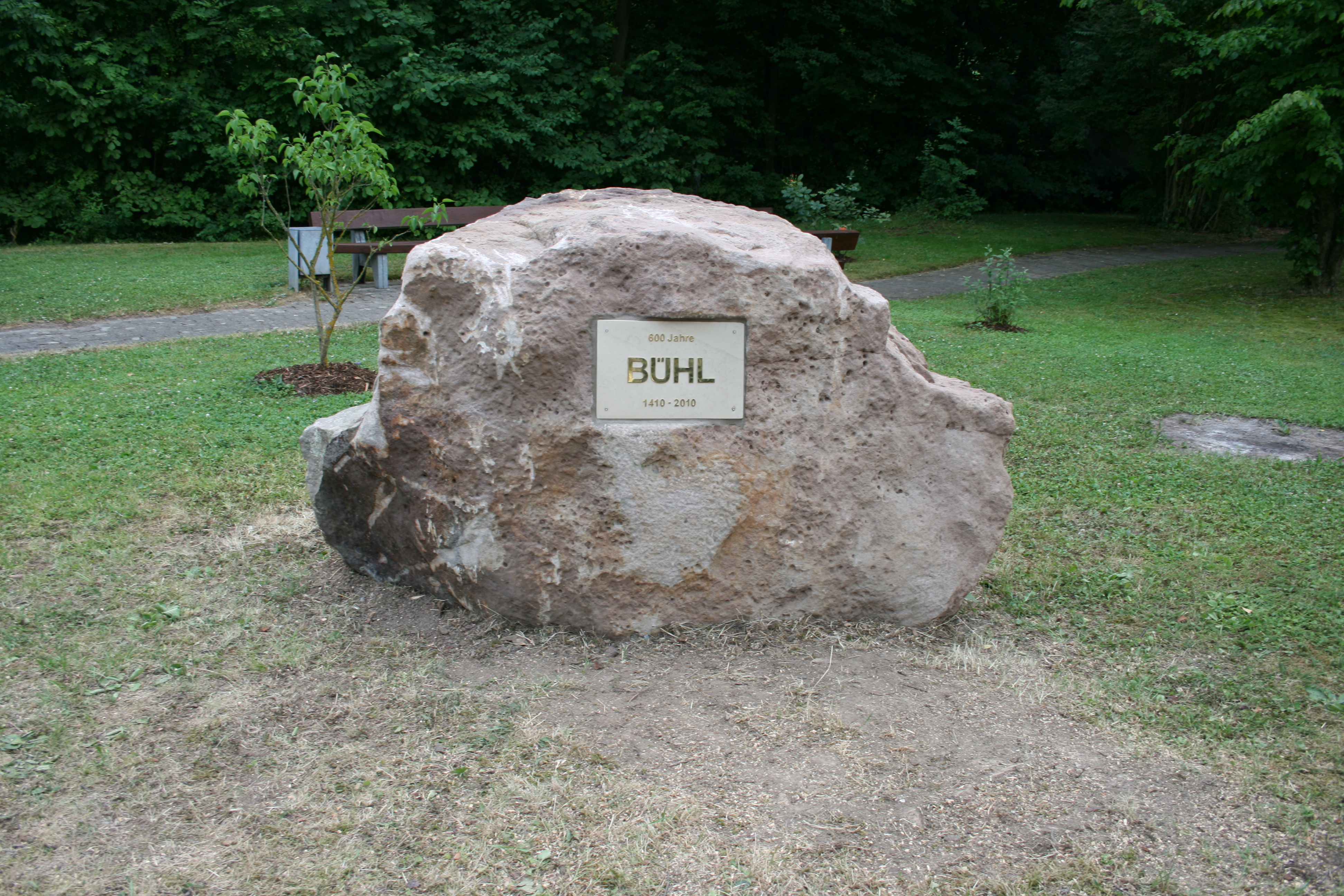
Findling mit Erinnerungstafel an die 600-Jahr-Feier
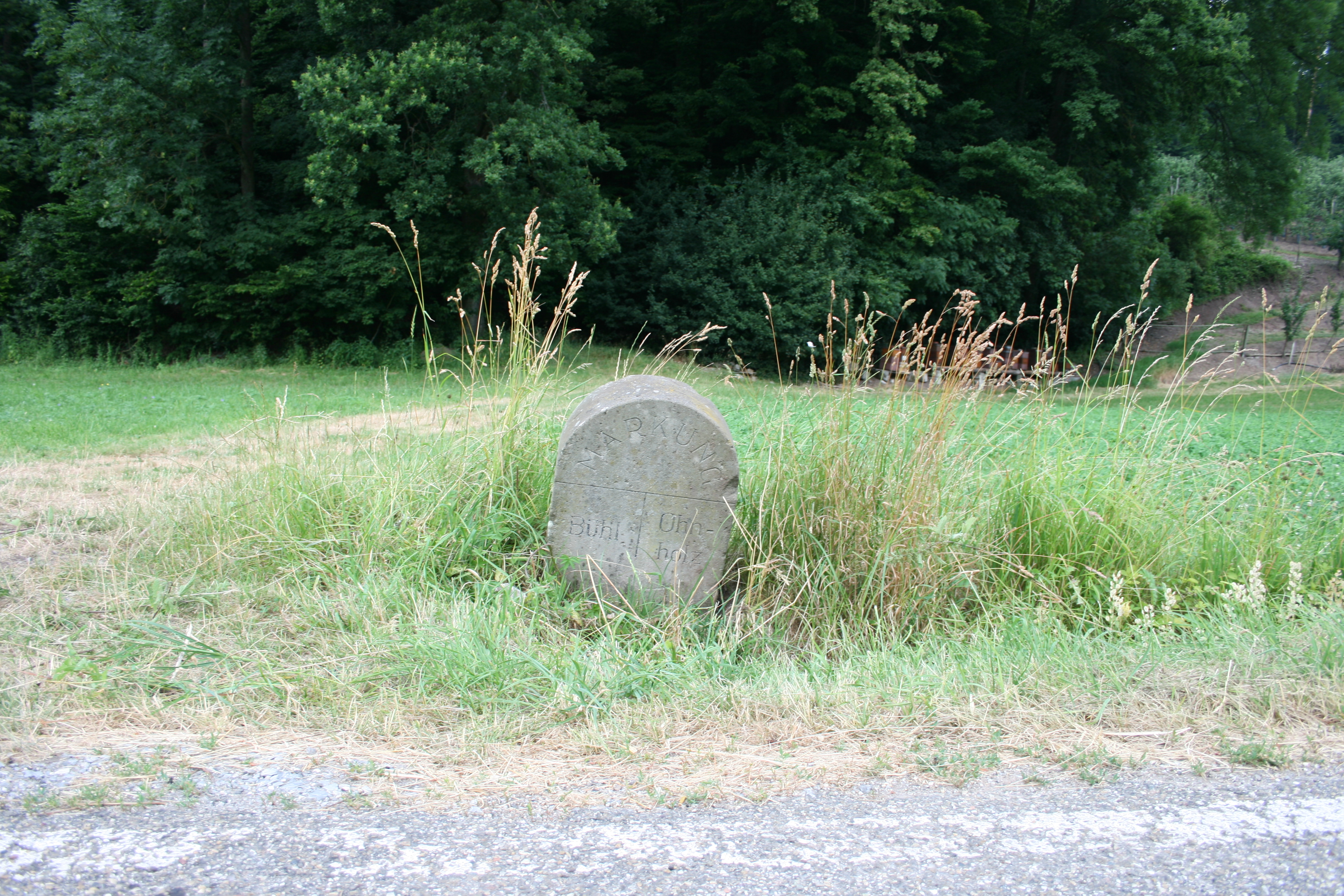
Der Markungsstein zwischen Bühl und Ohnholz